# Associated Independent Recording
Neodvisna družba za snemanje Associated Independent Recording (ali na kratko AIR) je angleška družba, ki so jo leta 1965, ko je bilo neodvisno snemanje še v povojih, ustanovili producent Beatlesov Sir George Martin, Ron Richards in John Burgess, po tem ko so zapustili založbo EMI.

## AIR London - Oxford Street (1970 - 1991)
Prvi objekt, v katerem je začela družba delovati, je bila zgradba na ulici 214 Oxford Street v Londonu, kjer so v četrtem nadstropju zgradili štiri studie (dva večja in dva manjša) in kasneje še sobo za programiranje MIDI. V studiih so imeli dva klavirja Bosendorfer, več zvočno izoliranih kabin in mešalno mizo, ki jo je podjetje Neve izdelalo posebej po specifikacijah za potrebe družbe AIR. Studii v tej zgradbi so prenehali z delovanjem leta 1991.

## AIR Montsterrat - Otok Montsterrat, Karibsko morje (sredina 70-ih - 1989)
Sredi sedemdesetih let je družba zgradila še eden studio na otoku Montsterrat v Malih Antilih v Karibskem morju. Studio je vseboval 66 kanalno mizo SSL, z 12-imi integriranimi kanali Ruperta Neva, imel pa je tudi nekaj zgodnjih digitalnih miz. V studiih so delovali Elton John, Dire Straits, Paul McCartney, The Police, Rush, Black Sabbath, Duran Duran in mnogi drugi. 
Leta 1989 so po razdejanju orkana Hugo bili primorani poslopje zapreti. Zgradba v sicer razpadajočem stanju stoji še zdaj. Poslopje je zaprto za javnost.

## AIR Lyndhurst Hall - Hampstead London (1991 - sedanjost)
Leta 1991, po zaprtju kompleksa na Oxford Streetu, je družba začela z gradnjo novega, večji studijski kompleks v stari vcerkvi Lyndhurst, ki jo je leta 1880 zgradil Viktorijanski arhitekt Alfred Waterhouse, locirana pa je v predmestju na severu Londona, Hampsteadu. Kompleks je bil odprt decembra, leta 1992. V studiih so delovali Adele, Nick Cave, Martin Garrix, The XX, Paul McCartney, U2, Robbie Williams, George Michael, Dua Lipa in drugi. Trenutni studijski kompleks sestavljajo štirje studii, dva večja (največji bolj znan pod imenom "Lyndhurst Hal"), dva manjša, na voljo je pa tudi več sob prilagojenih za pisanje in komponiranje pesmi. 
Studii trenutno redno sodelujejo z angleško skupino Muse, ki prostore najemajo za vaje in dodatna nasnemavanja, redno sodelujejo tudi z režiserji in skladatelji filmske glasbe (Danny Elfman, Hans Zimmer, Daniel Pemberton, Ramin Djawadi, Christian Henson, Joseph Trapanese...), tako so v studiih posneli glasbo za filme, TV serije in video igre kot so Misija nemogoče, Pirati s Karibov, Dunkirk, Hobit, Igre lakote, Paddington, Medzvezdje (Interstellar), Izvor (Inception), TRON, Black Mirror, Dr. Who, Warhammer, God of War, Final Fantasy in mnoge druge